# Paul Elvstrøm
Paul Bert Elvstrøm (født 25. februar 1928 i København, død 7. december 2016 i Hellerup) var en af Danmarks mest kendte sejlsportsudøvere. Han anses for at være den største sejler i den olympiske historie.

## Sejlsportskarriere
Paul Elvstrøm deltog  i otte olympiske lege fra 1948 til 1988 og har som én ud af kun syv vundet fire guldmedaljer i træk i samme disciplin. Yderligere vandt han VM 15 gange i 8 forskellige bådtyper.

### OL-deltagelser
Som tyveårig deltog Elvstrøm første gang i OL i 1948 i London, hvor han stillede op i firefly. Han fik en dårlig start, idet han udgik i første sejlads, og efter fem af de syv sejladser lå han nummer otte. Sejre i de to sidste sejladser endte med at sikre ham guldet med 5.543 point, mens amerikaneren Ralph Evans fik sølv med 5.408 point og hollænderen Koos de Jong bronze med 5.204 point.
Ved legene i 1952 i Helsinki deltog han i finnjolle. Denne gang fik han en meget bedre start, da han vandt tre af de fire første sejladser og kunne have undladt at stille op i de sidste tre og alligevel vundet guld. Han sejlede dog også de sidste tre sejladser og vandt overbevisende sin anden guldmedalje med 8.209 point, mens britiske Charles Currey fik sølv med 5.449 point og svenske Rickard Sarby bronze med 5.051 point.
Det var igen finnjollen, han deltog i ved OL 1956 i Melbourne. Her vandt han første sejlads, men sluttede langt tilbage i de næste to sejladser. Han vandt dog igen fjerde samt de øvrige tre sejladser og sikrede sig med 7.509 point sin tredje OL-guldmedalje i træk, mens belgiske André Nelis med 6.254 point fik sølv og amerikanske John Marvin bronze med 5.953 point.
Ved OL 1960 i Rom var det igen finnjollen, han deltog i. Han vandt denne gang tre af de første seks sejladser og blev nummer to i én, hvilket betød, at sidste sejlads ikke havde nogen betydning for ham. Han vandt sin fjerde guldmedalje i træk med 8.171 point, mens sovjetiske Aleksandr Tjutjelov fik sølv med 6.520 point og belgiske André Nelis bronze med 5.934 point. De fire guldmedaljer kom alle i enmandsbåde og skønt firefly'en ikke er helt den samme båd som finnjollen regnes han som den første OL-deltager i historien, der har vundet fire guldmedaljer i samme disciplin ved fire på hinanden følgende olympiske lege. Senere har blot to andre sportsfolk præsteret det samme (diskoskasteren Al Oerter 1956-1968 og længdespringeren Carl Lewis 1984-1996).
Elvstrøm var ikke med ved OL 1964 i Tokyo, og ved OL 1968 i Mexico City stillede han op i starbåden med Poul Mik-Møller som gast, og de blev nummer fire. I 1972 i München stillede han op i solingen og fik her sit hidtil dårligste OL-resultat, da han sammen med Jan Kjærulff og Valdemar Bandolowski blev nummer 13; dette skyldtes til dels en diskvalifikation i næstsidste sejlads, og at Elvstrøm var så utilfreds med dette, at han nægtede at stille op i sidste sejlads.
Paul Elvstrøm deltog derpå ikke i to olympiske lege, inden han i 1984 igen, denne gang sammen med sin datter, Trine, i tornadoen. Duoen blev her nummer fire, ikke langt fra bronzepladsen. Som 68-årig deltog Paul Elvstrøm for sidste gang i OL 1988 i Seoul, igen i tornadoen sammen med Trine, hvor det blev til en beskeden 15. plads.

## Øvrige indsats i sejlsporten
Paul Elvstrøm var med med til at udvikle sejlsporten på mange måder. Han var opfinderen af den selvlænsende bailer. Fastgjort i bunden af båden kan den lænses for vand og dermed hurtigt få jollen op i fart igen efter en kæntring. Denne anordning bruges især i joller til kapsejlads, der ikke har et selvlænsende cockpit. Elvstrøm var også pioner med hensyn til hængeteknik. Han var den første til at placere hængestropper i bunden af sin jolle. Hermed blev han i stand til, med fødderne under stroppen, at bruge hele sin vægt til at hænge båden flad og holde den på ret kurs, og af denne årsag kunne han især i hård vind sejle hurtigere end sine modstandere. Denne teknik kræver, at udøveren er i god form. Derfor byggede Elvstrøm en bænk med hængestropper i sin garage, der gjorde det ud for siddepositionen i en jolle. Så kunne han bruge mange timer på land på at træne musklerne i lår og mave! Hængeteknikken revolutionerede jollesejladsen og blev snart normen i alle jolleklasser.
Desuden har han i stort omfang bidraget til arbejdet omkring udarbejdelse af internationale kapsejladsregler. Han har ligeledes udgivet adskillige bøger om taktik og en meget anerkendt fortolkning af de internationale kapsejladsregler.
Paul Elvstrøm var en kendt sejlmager samt konstruktør af både og bådudstyr. Han konstruerede bl.a., sammen med Jan Kjærulff, Aphrodite 101. Han var  uddannet murer og arbejdede som selvstændig murer de første mange år af sin sejlkarriere. I 1953 startede han Elvström Dinghy Sails, som i dag hedder Elvström Sails. Den første produktion foregik i den private kælder i Hellerup. Paul Elvstrøms udvikling af sejlfaconer og sejldug betød, at produktionen blev udvidet, og i løbet af det første år producerede firmaet sejl til hele finnjolle-, piratjolle- og snipeklasserne. 
Paul Elvstrøm var svært ordblind, men hans kreativitet, opfindsomhed og arbejdsomhed gjorde, at virksomheden ekspanderede hurtigt. I løbet af de første år åbnede den et sejlloft i Frankrig og Canada. Desuden er det i denne periode, at Paul Elvstrøm købte et bådeværft.
Som konstruktør har Paul Elvstrøm bl.a. designet trapezjollen samt adskillige kølbåde.
Paul Elvstrøm kæmpede med Parkinsons de sidste år af sit liv, og sov stille ind i sit hjem den 7. december 2016, i en alder af 88 år.

## Resultater
Olympiske resultater
- 1948 Firefly (Guld)
- 1952 Finnjolle (Guld)
- 1956 Finnjolle (Guld)
- 1960 Finnjolle (Guld)
- 1968 Starbåd (Nr. 4)
- 1972 Soling (Udgået)
- 1984 Tornado (Nr. 4)
- 1988 Tornado

Verdensmesterskabs-titler
- 1957 505 jolle
- 1958 505 jolle
- 1958 Finnjolle
- 1959 Finnjolle
- 1959 Snipe
- 1962 Flying Dutchman
- 1966 5.5-meter
- 1966 Starbåd
- 1967 Starbåd
- 1969 Soling
- 1971 Halvtonner
- 1974 Soling
- 1981 Halvtonner

## Hædersbevisninger
Elvstrøm er også blevet hædret og æret på anden vis:
- Den 11. januar 1985 blev Paul Elvstrøm ridder af Dannebrogordenen som den første danske sportsudøver.
- I 1996 blev Paul Elvstrøm kåret til Århundredets Sportsmand i Danmark.
- I 1992 blev han optaget i dansk idræts Hall of Fame.
- I 2007 blev han den første af i alt seks personer, der blev indlemmet i sejlsportens nye virtuelle Hall of Fame.
- I 2017 blev rundkørslen foran Hellerup Sejlklub[a] omdøbt til Paul Elvstrøms Plads og udsmykket med Elvstrøm Sails-logoet i chaussésten.[8]
- Det danske satire-kultband Roben & Knud skrev en sang om ham, ganske enkelt kaldet "Paul Elvstrøm", som kan findes på deres andet album, Morseper. Især er værd at nævne omkvædet som lyder: "Let's get married Paul Elvstrøm", og som er ét de mest genkendelige omkvæd i Roben og Knuds sange.

## Anden sejlads
Elvstrøm forsøgte også at deltage i America's Cup, men da sponsoren, Baron Bich fra Frankrig, ville have lavet nogle ændringer ved Elvstrøms 12-meter, opgav han forehavendet, da han ikke ville gå på kompromis.

## Fodnoter
1. ↑  et tidl. hjemsted for Palladium filmstudierne